# Fougax-et-Barrineuf
 Fougax-et-Barrineuf  es una población y comuna francesa, en la región de Mediodía-Pirineos, departamento de Ariège, en el distrito de Foix y cantón de Lavelanet.

## Demografía
| 594 | 542 | 508 | 492 | 506 | 448 |
| Para los censos de 1962 a 1999 la población legal corresponde a la población sin duplicidades (Fuente: INSEE [Consultar]) |     |     |     |     |     |